# Martín de la Concha y Jara
Martín Gavino Martínez de la Concha Jara de la Cerda fue un militar y político peruano. Fue teniente coronel de los reales ejércitos, Alcalde de segundo voto del Cusco, Brigadier, presidente interino de la Real Audiencia del Cusco y gobernador de la Intendencia del Cuzco. Fue dueño de la hacienda Quillabamba en la provincia de La Convención y de la Casa Concha ubicada en el centro histórico del Cuzco.
En 1811 fue nombrado brigadier de los ejércitos reales en reemplazo de Mateo Pumacahua. En 1812, mientras era presidente intendente de la Real Audiencia del Cusco fue elegido como diputado provincial de Cusco para las cortes de Cádiz que elaborarían la Constitución de Cádiz. Sin embargo, Concha era diputado y presidente por lo que el Virrey José Fernando de Abascal dispuso que sea el diputado suplente Luis Astete quien asumiera el cargo de Concha.